# Loto d'oro

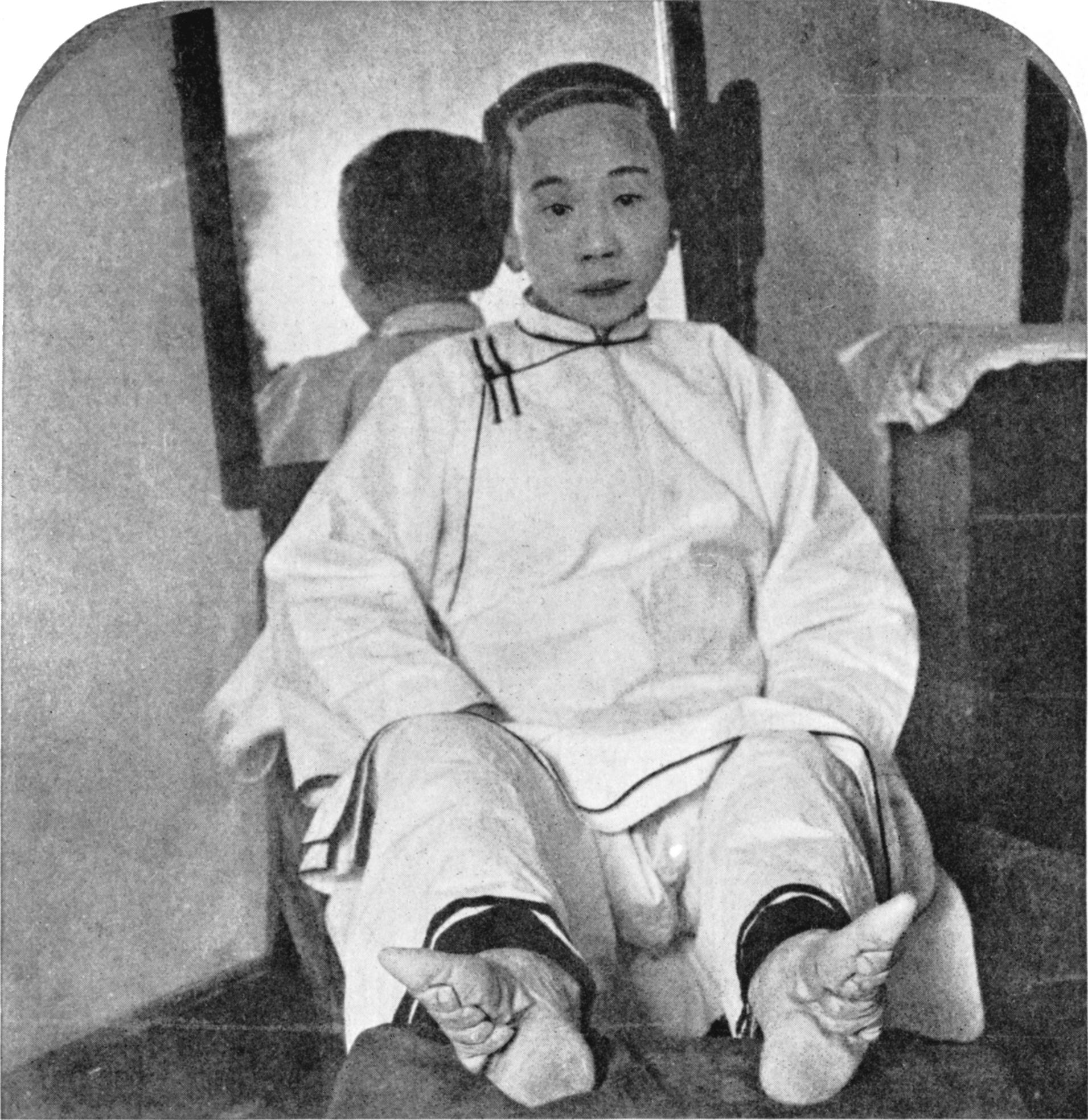
Donna con i piedi fasciati

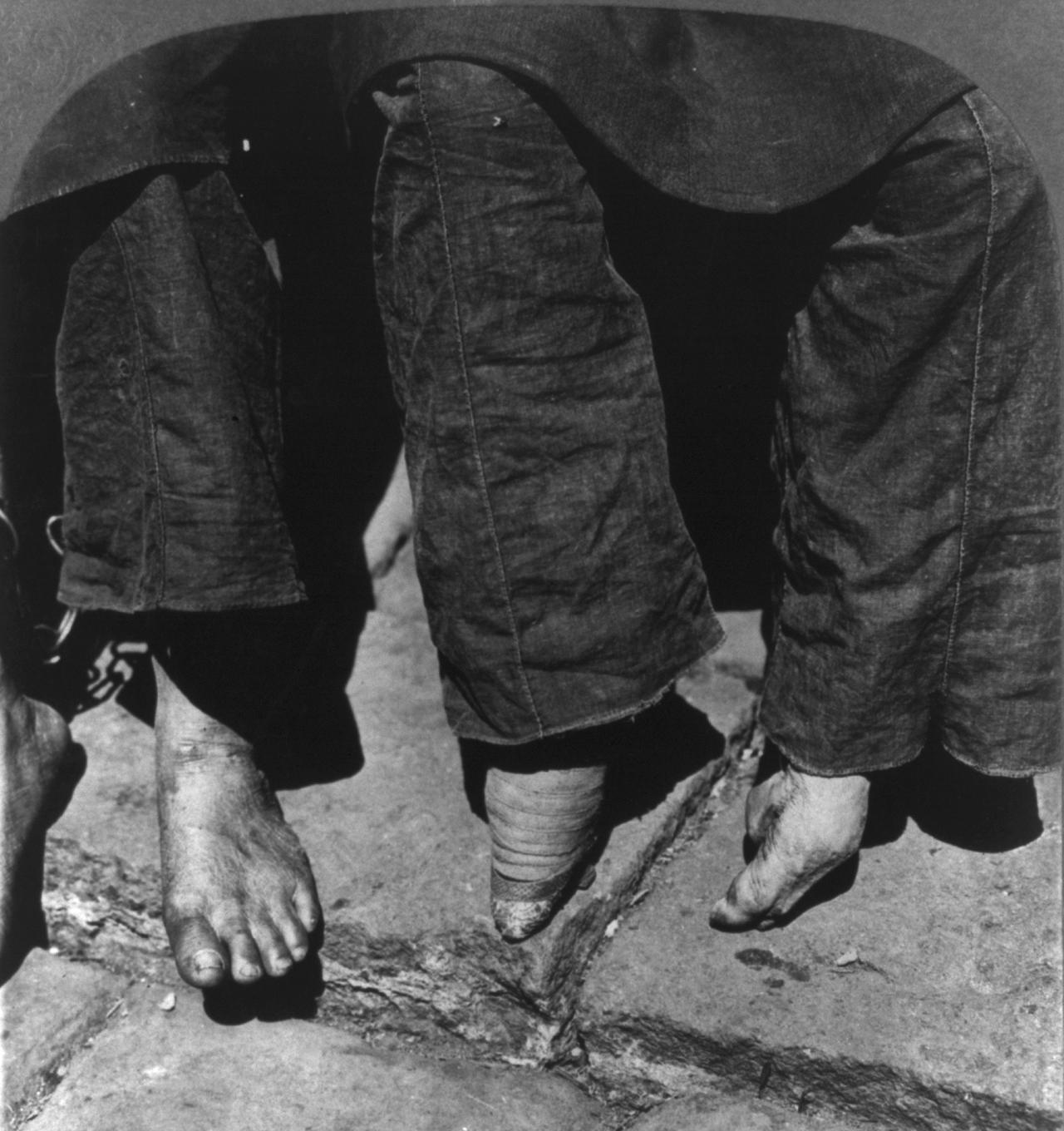
Cina, 1902. A sinistra una donna con i piedi non manipolati, a destra una con i piedi fasciati.

Con Loto d'oro o Gigli d'oro si indica il risultato finale della pratica di deformazione artificiale dei piedi delle donne in Cina. Il nome è dovuto all'andatura precaria e oscillante che assumevano le donne sottoposte a questa pratica, in auge dall'inizio della dinastia Song e durante le dinastie Ming e Qing, è gradualmente scomparsa durante la prima metà del XX secolo. Dalla fondazione della Repubblica Popolare Cinese questo termine è considerato inaccettabile e discriminatorio: si prediligono i termini 裹脚 pinyin: gŭojiăo, 缠足 pinyin: chánzú, entrambi significanti "piedi fasciati".

## La tecnica

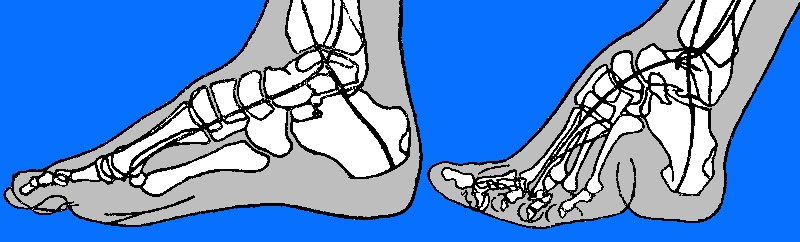
Comparazione radiografica tra un piede normale e un piede fasciato (schema)

La pianta dei piedi veniva piegata in giovane età e mantenuta, grazie ad una stretta fasciatura, di una lunghezza tra i 7 e i 12 centimetri. Nelle famiglie più ricche ed influenti le bambine venivano fasciate quando erano molto piccole, in base al loro sviluppo, in genere tra i 2 e gli 8 anni; questo rendeva la pratica meno dolorosa e meno traumatica psicologicamente. Nelle classi contadine la fasciatura cominciava più tardi perché le bambine dovevano essere abili al lavoro fino a che non si concordava loro un matrimonio, o fino a che non erano in età da matrimonio, comunque prima dei 15 anni, finché le ossa erano ancora malleabili.
Per deformare i piedi nella loro forma definitiva in maniera permanente erano necessari almeno 3 anni, talvolta anche 5 o 10. Per tutta la vita, i piedi necessitavano di continue attenzioni e di scarpe rigide che fossero sufficientemente resistenti da sorreggere il peso della donna. Le scarpe andavano indossate anche di notte affinché la deformazione non regredisse. Dopo la fasciatura le ossa del piede, non potendo svilupparsi in lunghezza,  assumevano una forma inarcata a mezzaluna.
Prima di essere fasciati, i piedi erano lavati e puliti dai residui organici (pelle morta e ulcere), quindi erano cosparsi di allume, avente funzione anti-emorragica e coagulante. La benda era larga cinque cm e lunga fino a tre metri.
La deformazione consisteva in due operazioni distinte:
1. piegare le quattro dita più piccole (ad esclusione dell'alluce) al di sotto della pianta del piede
2. avvicinare l'alluce ed il tallone inarcando il collo del piede. Le articolazioni del tarso e le ossa metatarsali venivano progressivamente deformate.

In questo modo i talloni diventano l'unico punto di appoggio, causando l'andatura fluttuante della donna, come il loto che si piega al vento.
Nelle famiglie povere, in cui le ragazze dovevano conservare la capacità di camminare per lavorare, era praticata una fasciatura leggera consistente solo nella prima delle due operazioni (il ripiegamento delle dita). Il piede rimaneva più grande e precludeva il matrimonio con un uomo di ceto elevato. Nella Cina meridionale, era praticato un terzo tipo di fasciatura in cui, invece delle due suddette operazioni, l'alluce veniva piegato all'indietro e verso l'alto.

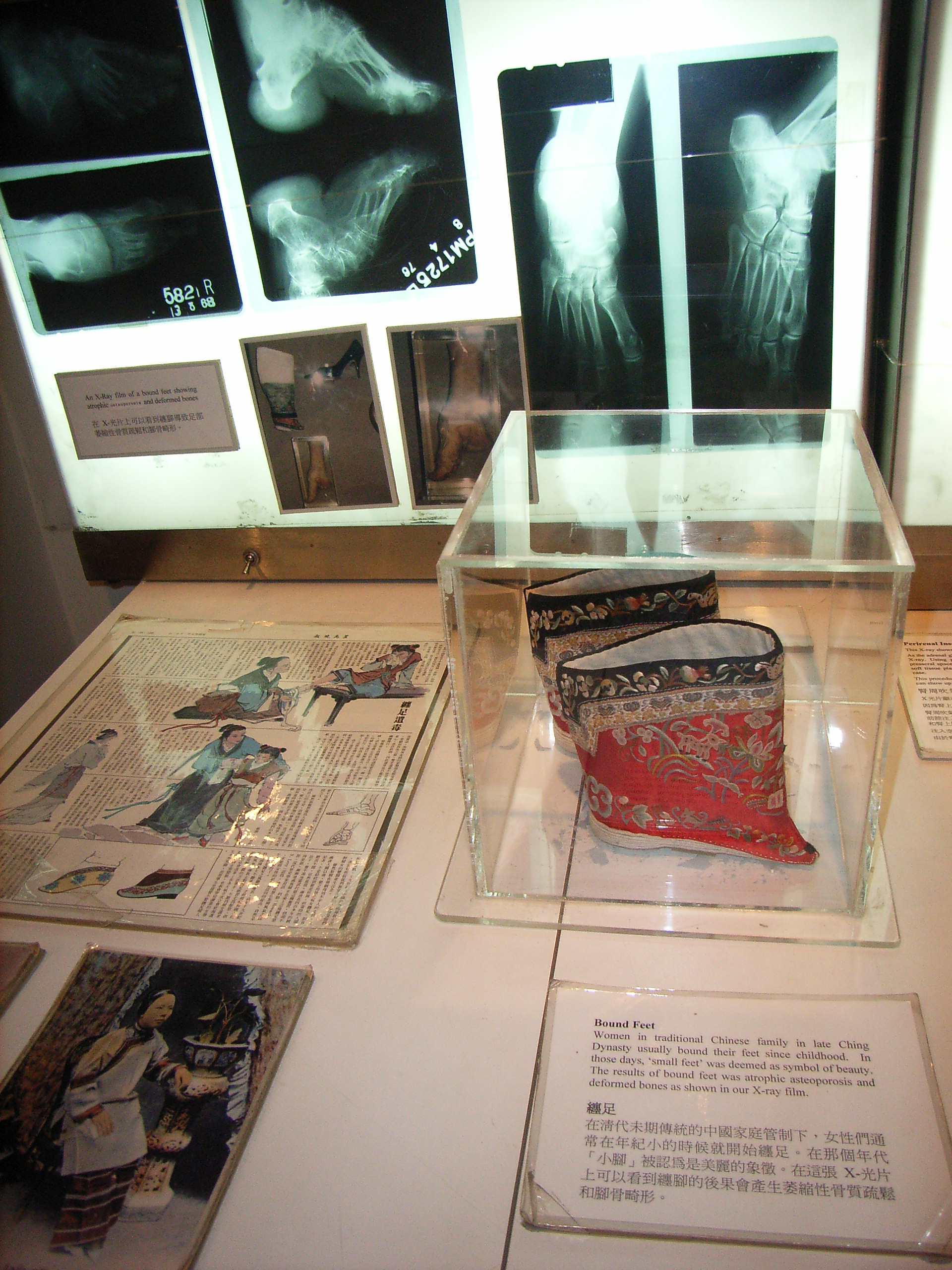
Documenti e ornamenti

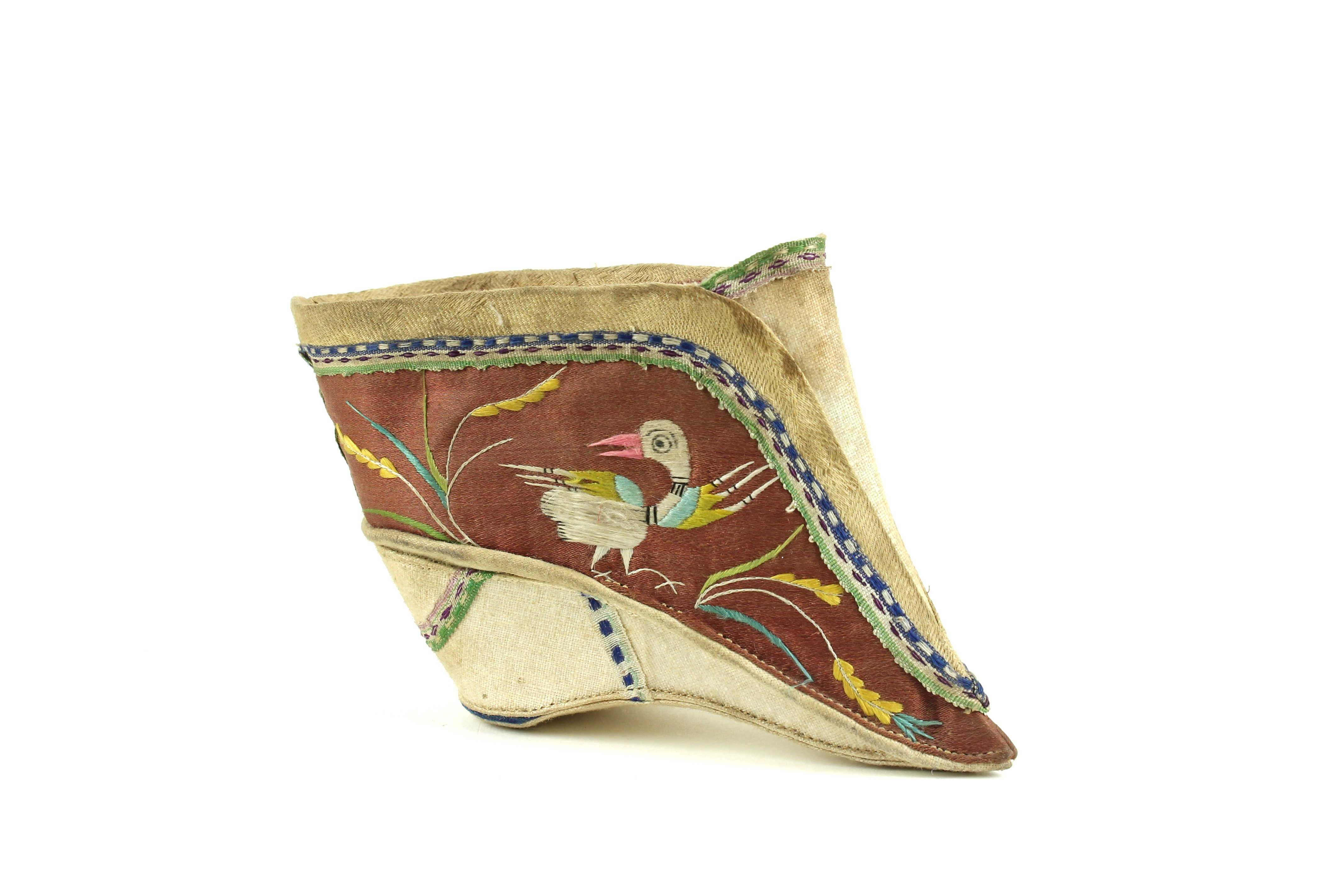
Una scarpa per i piedi fasciati, XIX secolo

La pratica era molto dolorosa, perché il piede non smetteva di crescere ma cresceva deformato: le ossa conseguentemente si frastagliavano per poi saldarsi irregolarmente. Spesso le ossa dei metatarsi si rompevano, o venivano appositamente rotte, così come le articolazioni. Le unghie andavano sempre tagliate molto corte per evitare infezioni, ma nonostante tutti gli accorgimenti una fasciatura poteva portare a infezioni, setticemia, gangrena anche con perdita delle dita. Talvolta era necessario asportare i calli con un coltello o praticare un profondo taglio al di sotto della pianta per asportare la carne eccedente e facilitare l'avvicinamento dell'alluce e del tallone.
I piedi così deformati erano coperti da minuscole e artistiche scarpine lavorate, fabbricate dalla donna per esaltare la forma del piede e per mostrare le sue doti artigianali; erano accuratamente disegnate per evidenziare la forma arcuata ed appuntita del piede. Ogni scarpina era una forma d'arte ed un passaporto della donna. La dimensione del piede, e la struttura della scarpa dicevano tutto ciò che era necessario su di una donna: la sua bellezza, la capacità di sopportare il dolore, le sue abilità casalinghe.

## Storia
Secondo la leggenda, la pratica del Loto d'oro sorse intorno al 900 d.C. da una concubina imperiale. Per accaparrarsi il favore dell'imperatore si era fasciata i piedi con lunghe fasce di seta bianca per poi danzare la Danza della luna sul fiore del Loto.
Durante la dinastia Qing (1644-1912), i reggenti Manciù, che non erano cinesi e non fasciavano i piedi alle loro donne, tentarono inutilmente di eliminare l'usanza attraverso decreti che minacciavano severe sanzioni. Per contro, anche le donne mancesi cominciarono a emulare la fasciatura usando scarpe affusolate e rialzate, ma senza piegare le dita sotto la pianta e provocare deformazioni. Promotori dell'abolizione della fasciatura e dell'emancipazione femminile, furono i Taiping, i missionari cristiani, gli intellettuali e tutti coloro che vennero in contatto con la cultura occidentale. Anche i giapponesi, nella Taiwan occupata, promossero la liberazione della donna, soprattutto al fine di sfruttarne la forza lavoro.
In ultimo, la pratica fu abolita ufficialmente da un decreto imperiale del 1902, ma ci vollero 50 anni affinché la pratica scomparisse gradualmente. . Il popolo, infatti, offrì molta resistenza al cambiamento delle usanze. Sorprendentemente, furono soprattutto gli strati più poveri della popolazione a continuare la pratica, per i suoi vantaggi in ambito sociale. Tradizionalmente le donne con i minuscoli piedi fasciati erano ricercate, come simbolo di estrema femminilità e ciò consentiva alle donne povere di poter sposare un marito di classe sociale più elevata.  Quando gli uomini cominciarono a preferire i piedi grandi, per le donne con i piedi fasciati fu una seconda tragedia, perché videro vanificati anni di sofferenze e aspettative.

## Aspetti sociali
L'usanza si diffuse inizialmente fra le classi più facoltose della popolazione, per motivi estetici. Ma presto cambiò significato, diventando simbolo di status sociale: una donna con i piedi fasciati, impossibilitata a svolgere lavori pesanti o rurali, aveva un marito facoltoso. Per questo stesso motivo, la pratica cominciò a diffondersi nelle classi meno abbienti che potevano dare in sposa una figlia ad una famiglia facoltosa, stabilendo legami interfamiliari che aumentavano il prestigio della propria famiglia. Le ragazze povere venivano anche vendute come concubine e il prezzo era legato alle dimensioni e alla perfezione dei piedi. L'usanza era tramandata da madre in figlia, allo stesso modo dell'infibulazione.
La pratica fu incoraggiata dal Confucianesimo, che vedeva nel Loto d'oro una dimostrazione perfetta di sottomissione della donna all'uomo, che legava le donne molto più delle pratiche di menomazione sessuale diffuse in altre zone del mondo. Le donne con i piedi fasciati erano fisicamente dipendenti dal loro uomo, ed era estremamente difficile allontanarsi dalla propria casa a causa della difficoltà di equilibrio. Alla fine la pratica divenne così popolare che una donna che non aveva i piedi fasciati non aveva speranza di contrarre un buon matrimonio; tra le classi meno agiate era addirittura impossibile sposarsi. Era l'unica cosa a cui una donna rispettosa, e una madre premurosa, avevano obbligo di pensare. Una buona fasciatura dei piedi sostituiva qualunque altra dote di una donna:
- garantiva che la sposa avrebbe compiaciuto in ogni modo il marito, pur di non essere ripudiata
- era prova di un'alta sopportazione del dolore
- era dimostrazione di coraggio
- era simbolo di docilità caratteriale di una donna.

Tuttavia, la sottomissione della donna non è l'unica chiave, molto occidentale, di lettura. Se le donne erano segregate in casa ed escluse dalla vita pubblica, controllavano però la vita all'interno della famiglia, comandando sui figli e soprattutto sulle figlie. La figura della suocera era spesso la più dispotica. Aspetto molto importante era il passaggio ad uno status sociale superiore attraverso il matrimonio combinato, spesso fin dall'infanzia, tra le famiglie.
I futuri suoceri avevano diritto di controllare prima del matrimonio la dimensione dei piedi della nuora.
La fasciatura dei piedi suscita stupore, se non orrore, negli Occidentali. Tuttavia anche in Occidente il piede piccolo femminile è tradizionalmente considerato più bello, basta pensare alle scarpette da punta delle ballerine, nate per dare un'idea di estrema leggerezza e alle scarpe femminili con il tacco, che slanciano la figura e causano un'andatura oscillante, considerata più  avvenente. Si consideri anche la fiaba di Cenerentola, con  il piede della donna che deve calzare perfettamente la scarpetta di cristallo. Questa pratica di estremo contenimento corporeo a fini esclusivamente estetici  è per alcuni aspetti simile a quella del corsetto europeo, in uso fino ai primi del Novecento.